# Кайт, Юджиния Гейл
Юджиния Гейл Кайт (англ. Eugenia Gail Kight, известная под сценическим именем E.G. Kight или EG Kight; род. 17 января 1966, Даблин, Джорджия, США) — американская блюзовая гитаристка и певица, автор песен. Номинант Blues Music Awards в номинациях «Лучший дебют» (2004), «Исполнительница современного блюза» (2004, 2005, 2007),  «Песня года» (2004, 2005),  «Исполнительница традиционного блюза»/«Премия Коко Тейлор» (2015, 2022), «Альбом традиционного блюза» (2022), «Альбом акустического блюза» (2024) .

## Биография
Юджиния Гейл Кайт родилась в Даблине, штат Джорджия в 1966 году. Её мать пела госпел в церкви, и ей даже предлагали контракт на запись, но она отказалась в пользу семьи. Когда Юджинии Кайт было пять лет, её стала учить играть на гитаре бабушка. Изначально воспитанная на музыке из госпела и кантри, она уже с подросткового возраста выступала профессионально, исполняя кантри. Сначала она выступала на разогреве у Джорджа Джонса, Конвей Твитти и Бренды Ли, а также с Рэем Прайсом и Джерри Ли Льюисом, пела в клубах, на фестивалях, давая по 300 концертов в год . В то же время снялась в роли преподавателя вокала в телевизионном фильме под названием «Мистер Гриффит и я».
Однако Кайт всё больше разочаровывалась в кантри (которое становилось «всё более ориентированным на Голливуд и поп-музыку» ), и она постепенно увлеклась блюзом, а услышав запись Коко Тейлор, Кайт окончательно отошла от исполнения кантри-песен и начала свою карьеру в чикагском блюзе. Впоследствии Коко Тейлор, которую Кайт считает своей наставницей и «блюзовой мамой», записала несколько песен авторства Кайт. 
В 1997 году Кайт записала свой дебютный альбом Come into the Blues на собственном лейбле, в 2002 и 2003 годах вышли второй альбом Trouble и третий Southern Comfort. С третьим альбомом в 2004 году певица получила три номинации Blues Music Awards, как лучший дебютант, лучшая исполнительница современного блюза, а одноимённая с альбомом песня как лучшая песня года. В 2004 году она выпустила альбом Takin' It Easy, куда, помимо её собственных композиций, вошли кавер-версии песен Дюка Эллингтона «I Ain't Got Nothin' but the Blues» и «Southbound» группы Allman Brothers Band. Среди приглашённых музыкантов в альбоме были Энн Рэбсон, Крис Хикс (из группы Marshall Tucker Band ) и Грег Пикколо (ранее участник Roomful of Blues).
Последний альбом Кайт Sticks & Strings, вышедший в 2023 году номинировался на звание лучшего альбома акустического блюза по версии трёх музыкальных премий: Blues Music Award, Blues Blast Award и Independent Blues Award. Альбом дебютировал на 10-м месте в чарте Billboard Blues, на 11-м месте в чарте Big Blues, на 16-м месте в чарте Living Blues Radio, на 19-м месте в австралийском чарте Blues and Roots и на 22-м месте в североамериканском чарте College & Community Radio (NACC) .
Кайт гастролирует по всей Северной Америке со своей гастрольной группой Blue South Band, а также в Европе. Играет на Fender Telecaster Thinline, который она купила сразу после школы, и красном Fender Stratocaster; предпочитает акустическоие гитары Taylor Guitars модели 712 и 312.
Кайт продолжает жить в Даблине, штат Джорджия, на земле, которая принадлежит её семье уже четыре поколения, разводит коз, увлекается фотографией, обладатель наград в области фотоискусства. Автор детской книги «Things I've Learned From A Goat» (англ. «То, чему я научилась от козы»). Лауреат премии Georgia Music Legend Award (2013) .
«Она — триединая звезда: как певица, автор песен и гитаристка, с её уникальным сочетанием „жареного южного блюза с привкусом кантри“».
«Её голос сладок, как мёд, настолько красив и пленителен, что её невозможно отнести ни к одному жанру, или же она подходит абсолютно всем. Она также невероятная певица, автор песен и гитаристка».

## Дискография
| Год  | Название            | Лейбл                |
| ---- | ------------------- | -------------------- |
| 1997 | Come into the Blues | Blue South           |
| 2002 | Trouble             | Blue South           |
| 2003 | Southern Comfort    | Blue South           |
| 2004 | Takin' It Easy      | Blue South           |
| 2007 | EG Live and Naked   | Blue South           |
| 2008 | It's Hot in Here    | M.C. Records         |
| 2011 | Lip Service         | Blue South/Vizzitone |
| 2014 | A New Day           | Blue South           |
| 2021 | The Trio Sessions   | Blue South           |
| 2023 | Sticks & Strings    | Blue South           |